# Larry Lloyd
Laurence Valentine Lloyd, noto come Larry Lloyd (Bristol, 6 ottobre 1948 – Nottingham, 28 marzo 2024), è stato un calciatore e allenatore di calcio inglese, di ruolo difensore.
È noto per aver fatto parte del vittorioso Liverpool di Bill Shankly e del decorato Nottingham Forest allenato da Brian Clough tra la fine degli anni settanta e i primi ottanta.

## Carriera
Difensore, vinse la First Division (attuale Premier League), la Coppa di Lega inglese e la Coppa dei Campioni con il Nottingham Forest. Il primo di questi successi lo raggiunse all'età di 29 anni. Meno di dieci anni prima sembrò in grado di cogliere grandi vittorie con il passaggio al Liverpool.
Iniziò a giocare a calcio nella squadra della sua città, il Bristol Rovers, che nell'aprile 1969 accettò un'offerta di 50.000 sterline del Liverpool guidato dal tecnico Bill Shankly, in cerca di un successore giovane all'anziano difensore Ron Yeats. Lloyd esordì il 27 settembre 1969 in un incontro di campionato al The Hawthorns, quando i Reds pareggiarono per 2-2 contro il West Bromwich Albion. Nel giro di un anno Lloyd ne divenne titolare, nel quadro di un ampio rinnovamento dell'organico attuato da Shankly, inteso a puntare su calciatori in giovane età.
Lloyd fece coppia con il capitano Thomas Smith, tra i superstiti del rinnovamento voluto da Shankly, con buon successo, avendo raggiunto la finale di Coppa d'Inghilterra nel 1971, dove però si impose l'Arsenal, già vincitore del campionato, per 2-1 dopo i tempi supplementari. Probabilmente si trattò di uno dei tandem difensivi più rocciosi, in cui Lloyd si distinse tanto per forza e grinta da ottenere la convocazione in Nazionale.
Sir Alf Ramsey schierò Larry per la prima volta il 19 maggio 1971 in una partita del British Home Championship contro il Galles terminata 0-0 a Wembley. Lloyd scese in campo insieme ai compagni di squadra Chris Lawler, Emlyn Hughes e Smith.
Il 1972 lo vide segnare il primo gol con il Liverpool, in un 3-0 al Manchester City ad Anfield il 26 febbraio. La sua fu la prima rete della partita e fu siglata al 37º minuto; seguirono le marcature di Kevin Keegan (53º) e Bobby Graham (65º). Nella stagione 1972-73, in cui il Liverpool ottenne un double vincendo sia il campionato, sia la Coppa UEFA, Lloyd fu presente a tutte le 54 partite disputate dalls squadra durante la stagione, tuttavia l'anno successivo dovette saltare gran parte della stagione a causa di un infortunio perdendo sia il posto di titolare (in favore di Phil Thompson), sia la possibilità di giocare nella finale di FA Cup, che fu vinta poi battendo il Newcastle Utd.
Nell'estate del 1974 arrivò alla panchina del Liverpool Bob Paisley che decise di confermare come titolare Thompson costringendo di fatto Lloyd, ritenuto sul viale del tramonto, a trasferirsi al Coventry City. Due anni dopo Lloyd, voluto da Brian Clough, si accasò al Nottingham Forest (per un valore di 60 000 sterline) esordendo il 2 ottobre 1976 in una partita di campionato contro lo Hull City, persa per 1-0. Alla fine del campionato il Forest fu promosso in First Division mentre l'anno dopo ottenne un double vincendo sia campionato, sia coppa di Lega, quest'ultima ottenuta dopo aver battuto il Liverpool. Nel 1979 Lloyd con il Forest vinse nuovamente la Coppa di Lega, nonché la Coppa dei Campioni, trofeo vinto anche nel 1980, anno in cui Lloyd fece la sua quarta ed ultima apparizione con la nazionale inglese in un match contro il Galles.
Nel marzo del 1981 Lloyd si trasferì al Wigan Athletic dove svolse il ruolo di allenatore-giocatore, quindi, smessa l'attività di calciatore, allenò il Notts County. Fino al 2000, Lloyd fu un opinionista per la stazione radio Century 106 di Nottingham, intervenendo durante le partite del Forest. Venne inserito al numero 42 nella lista dei cinquanta calciatori peggiori secondo The Times.

## Statistiche

### Cronologia presenze e reti in nazionale
| Cronologia completa delle presenze e delle reti in nazionale ― Inghilterra | Cronologia completa delle presenze e delle reti in nazionale ― Inghilterra | Cronologia completa delle presenze e delle reti in nazionale ― Inghilterra | Cronologia completa delle presenze e delle reti in nazionale ― Inghilterra | Cronologia completa delle presenze e delle reti in nazionale ― Inghilterra | Cronologia completa delle presenze e delle reti in nazionale ― Inghilterra | Cronologia completa delle presenze e delle reti in nazionale ― Inghilterra | Cronologia completa delle presenze e delle reti in nazionale ― Inghilterra |
| Data                                                                       | Città                                                                      | In casa                                                                    | Risultato                                                                  | Ospiti                                                                     | Competizione                                                               | Reti                                                                       | Note                                                                       |
| -------------------------------------------------------------------------- | -------------------------------------------------------------------------- | -------------------------------------------------------------------------- | -------------------------------------------------------------------------- | -------------------------------------------------------------------------- | -------------------------------------------------------------------------- | -------------------------------------------------------------------------- | -------------------------------------------------------------------------- |
| 19-5-1971                                                                  | Londra                                                                     | Inghilterra                                                                | 0 – 0                                                                      | Galles                                                                     | Amichevole                                                                 | -                                                                          |                                                                            |
| 10-11-1971                                                                 | Londra                                                                     | Inghilterra                                                                | 1 – 1                                                                      | Svizzera                                                                   | Amichevole                                                                 | -                                                                          |                                                                            |
| 23-5-1972                                                                  | Londra                                                                     | Inghilterra                                                                | 0 – 1                                                                      | Irlanda del Nord                                                           | Torneo Interbritannico 1972                                                | -                                                                          |                                                                            |
| 17-5-1980                                                                  | Wrexham                                                                    | Galles                                                                     | 4 – 1                                                                      | Inghilterra                                                                | Torneo Interbritannico 1980                                                | -                                                                          | 80’                                                                        |
| Totale                                                                     |                                                                            | Presenze                                                                   | 4                                                                          |                                                                            | Reti                                                                       | 0                                                                          |                                                                            |

## Palmarès

### Calciatore

#### Competizioni nazionali
- Campionato inglese: 2

Liverpool: 1973-1974
Nottingham Forest: 1977-1978
- Coppa d'Inghilterra: 1

Liverpool: 1973-1974
- Coppa di Lega inglese: 2

Nottingham Forest: 1977-1978, 1978-1979
- Charity Shield: 1

Liverpool: 1974
Nottingham Forest: 1978

#### Competizioni internazionali
- Coppa UEFA: 1

Liverpool: 1972-1973
- Coppa dei Campioni: 2

Nottingham Forest: 1978-1979, 1979-1980
- Supercoppa UEFA: 1

Nottingham Forest: 1979